# Love Is the Message (canción)
«Love Is the Message» es una canción de MFSB con voces de The Three Degrees. Fue publicada en diciembre de 1973 como la segunda canción de su álbum del mismo nombre. Más tarde, «Love Is the Message» fue editada y lanzada en junio de 1974 como el segundo y último sencillo del álbum.

## Recepción de la crítica
Un escritor no especificado de Record World declaró: “Su tan esperado seguimiento de «TSOP» es la canción que da nombre a su álbum actual, reeditado con aumento de The Three Degrees”. Un escritor no especificado de Cash Box comentó: “Un instrumental tan poderoso como cualquier otro este año (incluido su gran «TSOP»), se convertirá en un tema disco fuerte” y “un elemento básico en las listas de R&B”.

## Lista de canciones
7-inch single – Philadelphia Int'l. ZS7 3547
1. «Love Is the Message» – 2:40
2. «My One and Only Love» – 4:34

## Posicionamiento
| Gráfica (1974)                              | Pico de posición |
| ------------------------------------------- | ---------------- |
| Canadá (RPM Pop Music Playlist)             | 37               |
| Estados Unidos (Billboard Hot 100)          | 85               |
| Estados Unidos (Billboard Hot Soul Singles) | 42               |
| Estados Unidos (Cash Box Top 100 Singles)   | 48               |